# Sympycnus khola
Sympycnus khola är en tvåvingeart som beskrevs av Jennifer L. Hollis 1964. Sympycnus khola ingår i släktet Sympycnus och familjen styltflugor.
Artens utbredningsområde är Nepal. Inga underarter finns listade i Catalogue of Life.